# Zemětřesení v Peru 2007

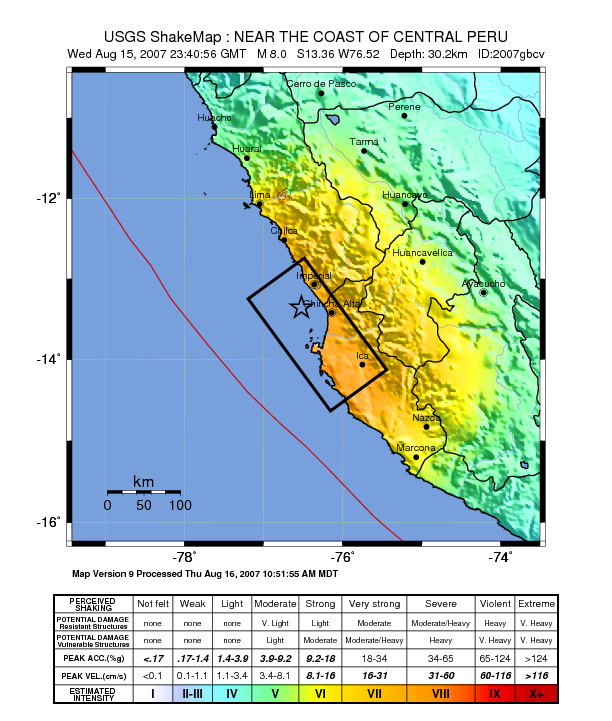
Mapka, ukazující epicentrum a rozsah

Zemětřesení v Peru 2007 proběhlo dne 15. srpna ve dvou intervalech v 18:40:58 místního-peruánského času (23:40:58 UTC). Epicentrum bylo lokalizováno ve hloubce 30,2 kilometrů a asi 150 kilometrů jihovýchodně od hlavního města Limy. Nejsilnější otřesy byly o síle 8,0 Richterovy stupnice. Usmrceno bylo nejméně 510 lidí a dalších 1650 zraněno. Nejvíce poškozenými městy se staly Pisco, Ica, San Vicente de Cañete a Chincha Alta. V těchto místech se ocitla většina populace bez přístřeší. Na místo neštěstí přicestoval prezident Alan Garcia a přislíbil alespoň materiální pomoc.

## Příčina
Příčinou tohoto jevu byl pohyb tektonických desek Jihoamerické a Nasca, které se pohybují směrem k sobě průměrnou rychlostí 78 mm za rok. Zemětřesení tohoto rozsahu se ve zdejší oblasti objevují asi jednou za sto let. Podobně silná zemětřesení, ovšem na menším území zde proběhla v letech 1868, 1908, 1966, 1974 a 2001.